# Centre hospitalier Émile-Durkheim

Émile Durkheim (1858-1917), né à Épinal.

Le centre hospitalier Émile-Durkheim (abrégé CHED) est l'hôpital d'Épinal dans les Vosges en France. Ouvert en 2021, il remplace l'ancien hôpital Jean-Monnet daté de 1967.
La ville possède des hospices mentionnés depuis l'an 1000. L'hôpital Saint-Maurice est le principal site hospitalier de la ville entre 1629 et 1967. Il ferme en 1968. Un nouveau centre hospitalier est construit dans les années 1960 sur les hauteurs de la ville, à la ZUP du plateau de la Justice. Il prend le nom de Jean Monnet, haut fonctionnaire « pères de l'Europe », en 1991 et connait plusieurs modernisations et de nombreux agrandissements entre les années 1970 et 2010. Cet hôpital est frappé dans les années 2000 par l'affaire des surirradiés en raison d'une mauvaise utilisation de la radiothérapie sur des patients atteints de cancer.
Dès 2003 est étudiée la construction d'un nouvel hôpital. Après la fusion administrative le 1er janvier 2012 du CH Jean-Monnet d'Épinal et du CHI de Golbey, les travaux vont s'étaler de 2014 à 2021. Un temps appelé NHE pour nouvel hôpital d'Épinal, il est dédié à Émile Durkheim, sociologue considéré comme l'un des fondateurs de la sociologie moderne, né dans la ville. Il ouvre ses portes au public le 8 mars 2021. L'ancien site est désaffecté et doit être démoli à l'exception du pavillon Robert-Schumann et du bâtiment de radiothérapie, toujours actifs.
Le nouveau site est plus spacieux pour une grande capacité d'accueil et possède un matériel connecté y compris les lits de réanimation et des robots de manutention.

## Localisation
L'hôpital est situé sur le plateau de la Justice au nord et à proximité immédiate du centre-ville de la commune d'Épinal, préfecture du département français des Vosges dans la région Grand Est.

## Anciens hôpitaux

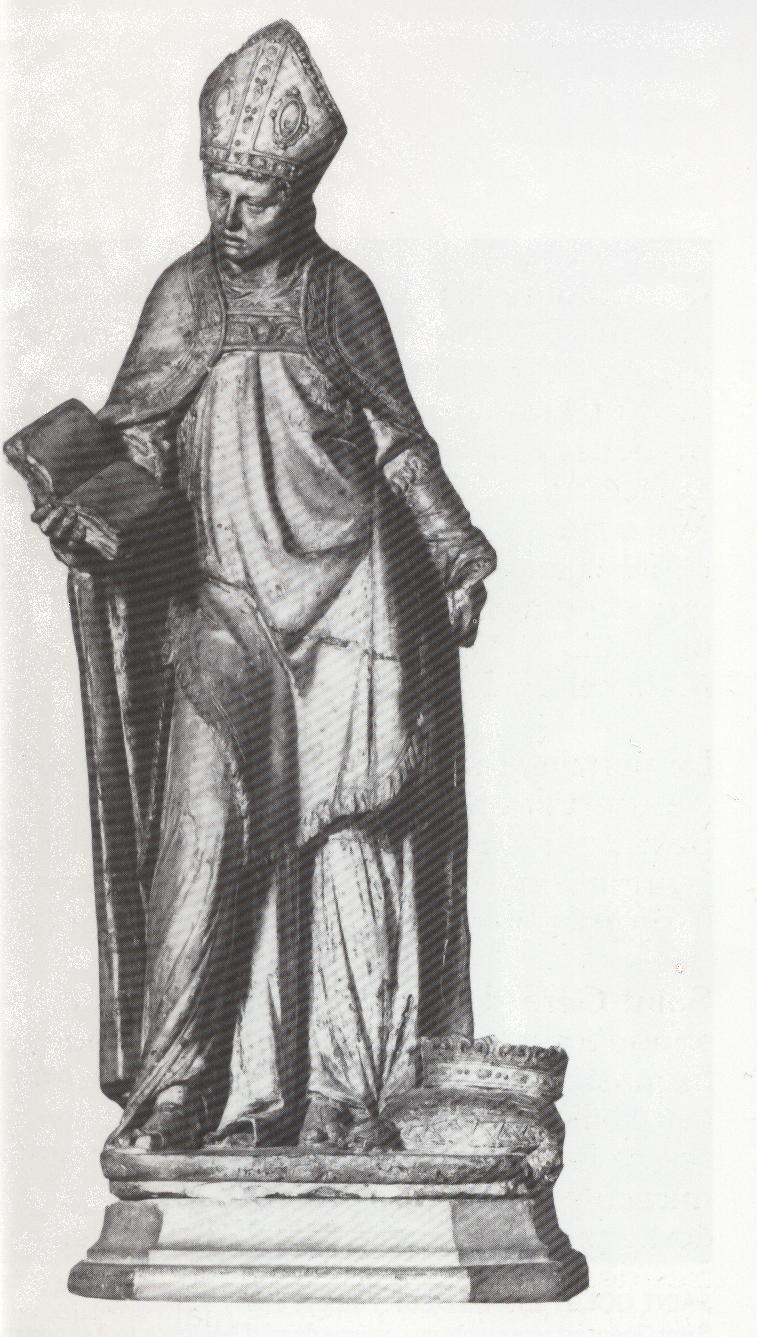
St Goëri en habit d'évêque, église St-Maurice d'Épinal.

### Moyen Age
Vers l'an 1000 l'hôpital Saint-Goëri, premier hôpital connu est créé au pied de l'ancien château d'Épinal et Adalbéron II de Metz y héberge 80 pèlerins et malades. Au XIVe siècle, les bourgeois de la ville décident de créer l'hôpital du Petit-Rualménil, destiné aux pauvres de la cité et aux étrangers voyageurs.
Le 31 janvier 1792, l'hôpital Saint-Goëri existe toujours, il est destiné aux enfants. Il est géré par une femme et sa servante. Six filles et six garçons âgés de 7 à 16 ans y sont entretenus et sont formés à un métier.

### Hospice Saint-Lazare puis Saint-Maurice
48° 10′ 21″ N, 6° 26′ 41″ E

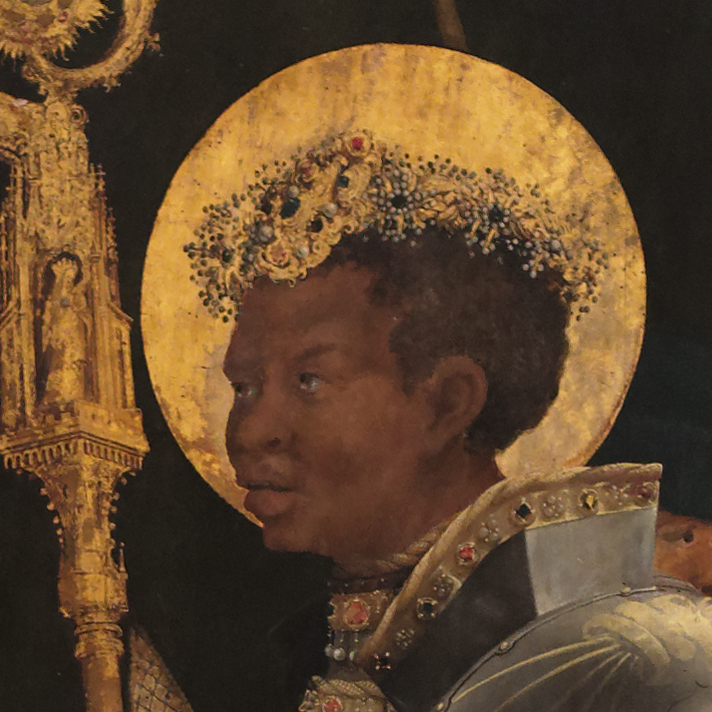
Saint Maurice (détail) par Matthias Grünewald.

L'hôpital de la vieille ville médiévale est trop exigu et les gouverneurs de la ville décident le déménagement. Entre 1619 et 1629, le nouvel hôpital Saint-Lazare est aménagé à l'extérieur des remparts dans le couvent Saint-Marguerite des Capucins. Il prend le nom de Saint-Maurice (saint patron de la ville) en 1693. Les biens de l'hôpital de Châtel sont réunis à ceux d'Épinal sur ordre du conseil royal de 1696. Le règlement de l'hôpital Saint-Maurice est fixé par Léopold Ier de Lorraine. La léproserie de la Madeleine est rattachée à l'hôpital.
En 1724, les Clarisses capucines sont rejointe par des Sœurs de la charité de Saint-Charles de Nancy pour le service hospitalier sous la direction du lieutenant général de la bailliage . En 1766, six sœurs assistes le médecin et le chirurgien dans les soins prodigués aux militaires comme aux civils,.
Le 31 janvier 1792, l'hôpital Saint-Maurice renferme trois salles communes différentes. Une salle de 28 lits réservée aux militaires et deux salles de 14 lits chacune pour les civils hommes et femmes. La gestion est assurée par cinq Sœurs de la charité de Saint-Charles de Nancy. Les sœurs sont nourris, logées est reçoives une solde annuelle de 48 livres de France pour se vêtir. Le médecin et le chirurgien sont des officiers de l'armée payés chacun 100 livres de France ; enfin l'aumônier perçoit 400 livres de Lorraine et six cordes de bois. Le personnel comprend également trois domestiques et trois servantes.
Pendant la Révolution française, l'hôpital Saint-Maurice devient un bien national. Toutes les possessions, notamment des fermes et des maisons sont revendus en l'an III à l'exception de deux lopins de terre oubliés lors de la vente de la ferme de la Gosse. La vente des biens de l'hôpital situés à Épinal et Golbey réalises plus du double de leurs estimation. Les quatre maisons des minimes situées rue Rualmenil et rue Léopold Bourg sont adjugées 72 700 livres malgré une estimation à 18 000 livres.
En 1794, la ville rachète l'hospice Saint-Maurice qui devient l'hôpital civil et fusionne avec les autres hospices. L'hospice des orphelins est créé en 1809 par une œuvre de bienfaisance avec les biens de l'ancien hôpital Saint-Goëri. En 1825, il est rattaché à l'hôpital civil d'Épinal,.
Après les réformes de Philippe Pinel et la loi du 30 juin 1838 sur l'enfermement des aliénés, l'hôpital Saint-Maurice se dote d'un pavillon de « psychiatrie » destiné à enfermer les personnes souffrant d'aliénation mentale. La bâtiment est situé à l'écart du reste de l'hôpital dans un vaste jardin potager. Il est divisé en deux parties par un couloir et un escalier. Un côté est réservé aux hommes et l'autre aux femmes. Le rez-de-chaussée comprend des cellules, un cabinet avec baignoire et le bureau des gardiens. L'étage comporte deux dortoirs. Un infirmier et une infirmières sont au service des malades. L'établissement reçoit tous les « aliénés » du département. Ils sont gardés en observation dix à quinze jours puis sont soit renvoyés chez eux s'ils sont guéris, soit sont envoyés à Maréville.

Hôpital Saint-Maurice au début du XXe siècle.
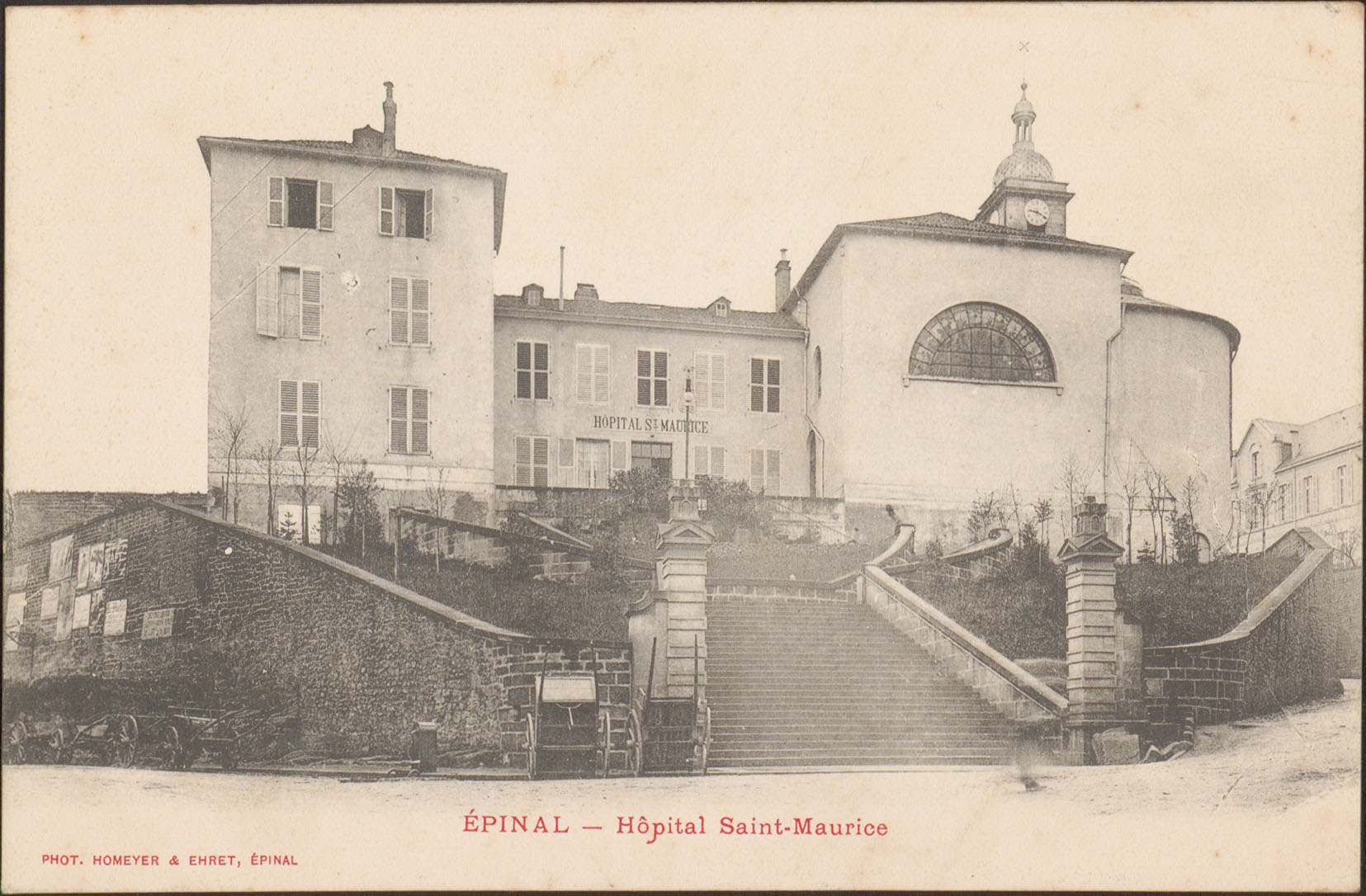
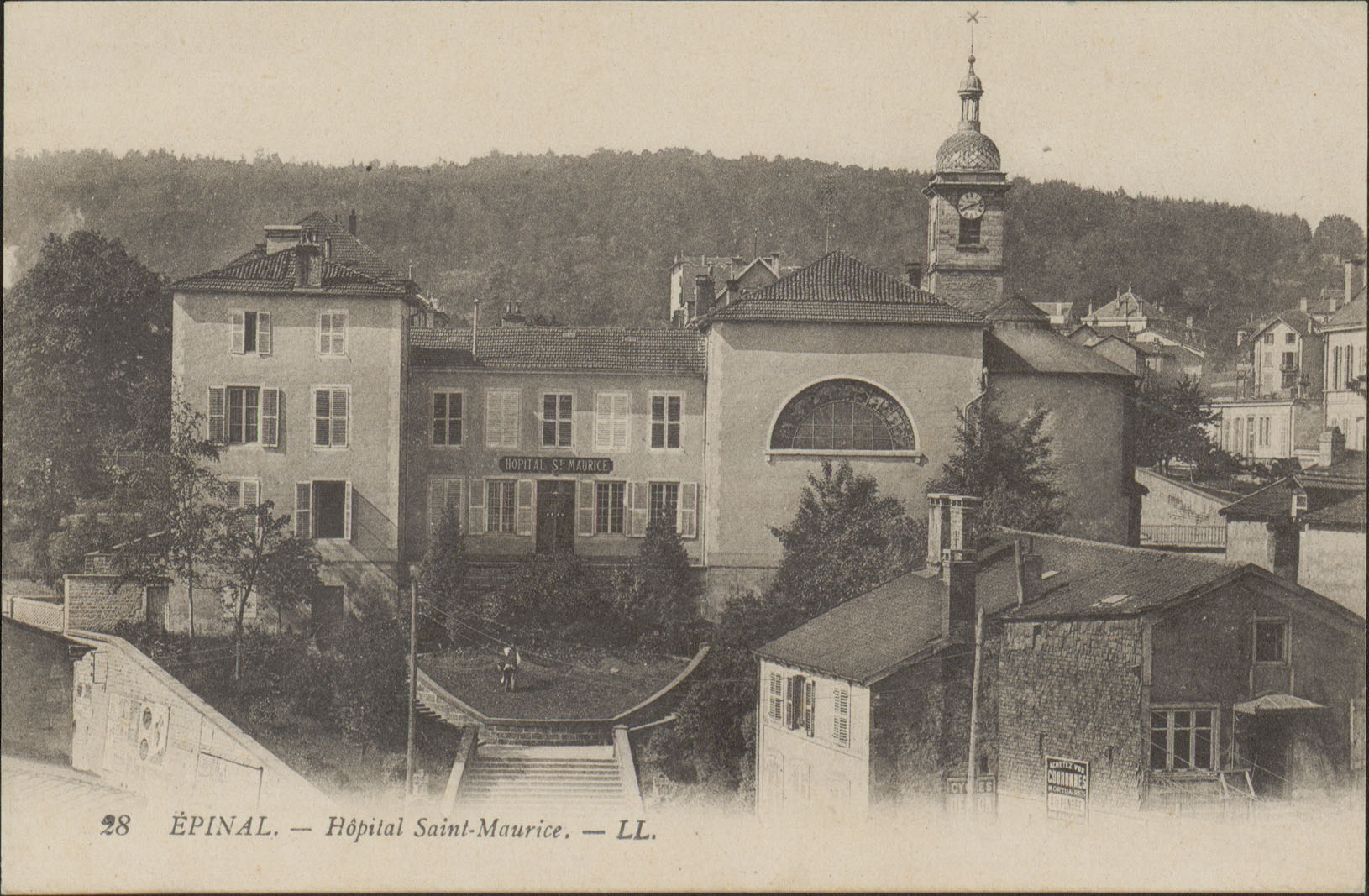

La partie la plus ancienne de l'hôpital et une grande partie des archives sont détruites par des incendies lors de la Seconde Guerre mondiale,,. L'hôpital Saint-Maurice (aussi appelé hôpital civil et militaire) ferme finalement en 1968, après que tous les services aient rejoint le nouveau site de la ZUP.

Hôpital Saint-Maurice et l'extension civile et militaire au début du XXe siècle.
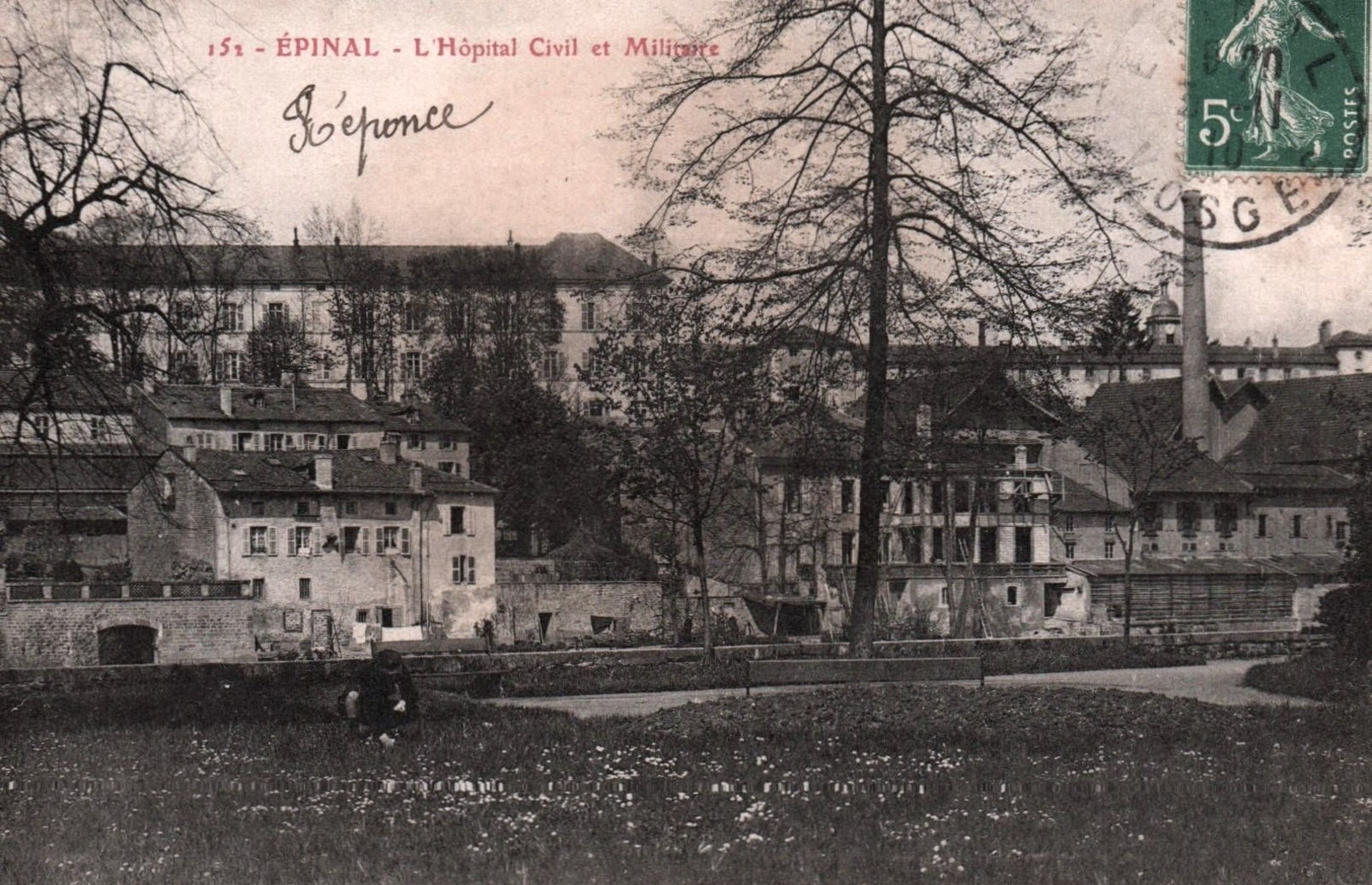
L'hôpital Saint-Maurice dont le clocher est visible derrière la cheminée d'usine à droite ; à gauche le grand bâtiment, plus récent, qui sera épargné par la guerre.
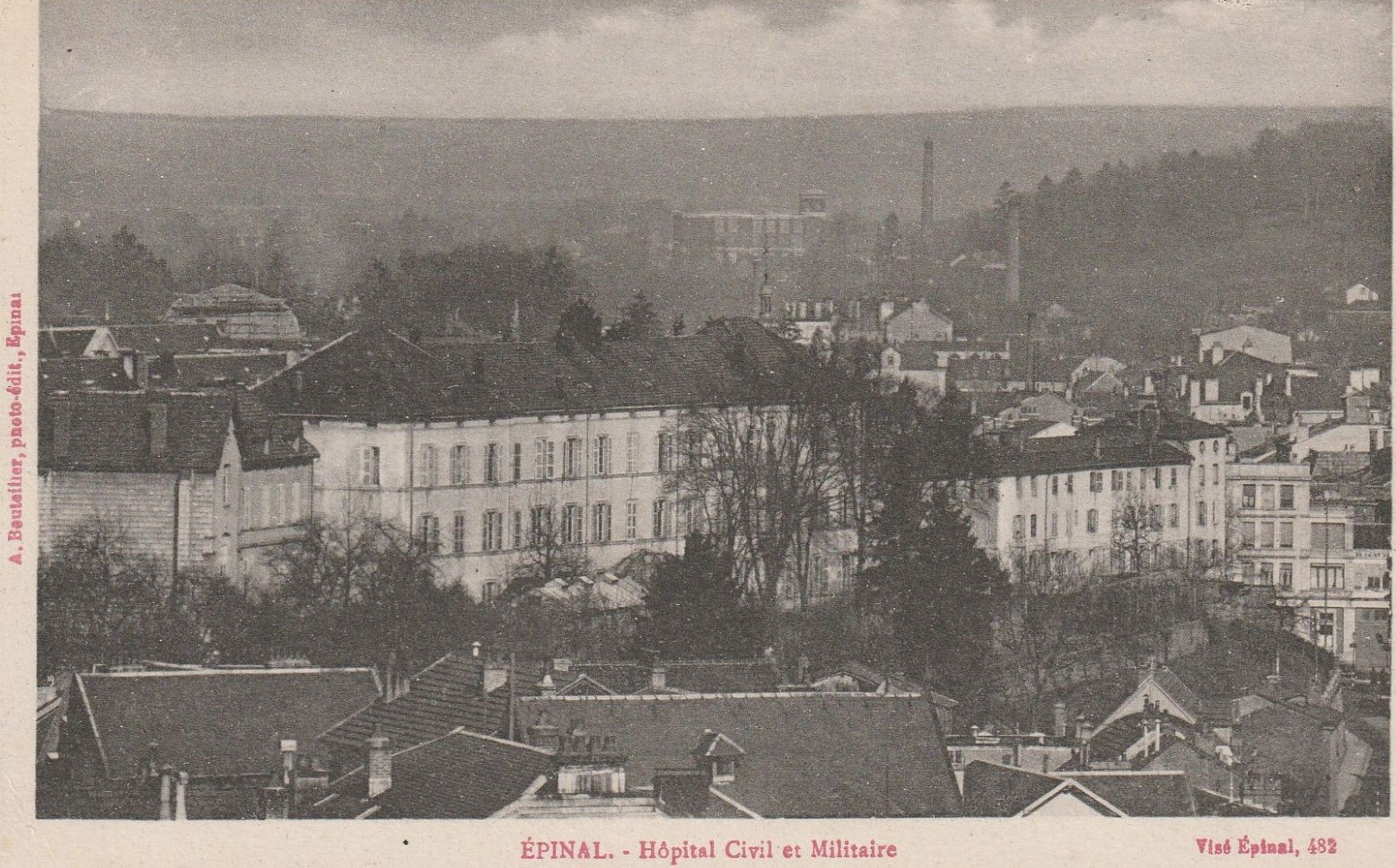
Autre angle de vue des mêmes bâtiments.

### Centre hospitalier Jean-Monnet
48° 10′ 43″ N, 6° 27′ 17″ E

#### Construction
Un nouvel hôpital de type hôpital-bloc est construit en béton dans la ZUP du plateau de la Justice entre juillet 1962 et septembre 1967. Les services déménagent progressivement dans le nouveau site entre octobre 1967 et juillet 1968, une école d'infirmière est attenante à l'hôpital. Au début des années 1970, de nouveaux services voient le jour en ORL, pédiatrie ainsi qu'une maternité. Le laboratoire biomédical, précédemment installé au centre ville rejoint également le site de l'hôpital.

#### Évolutions

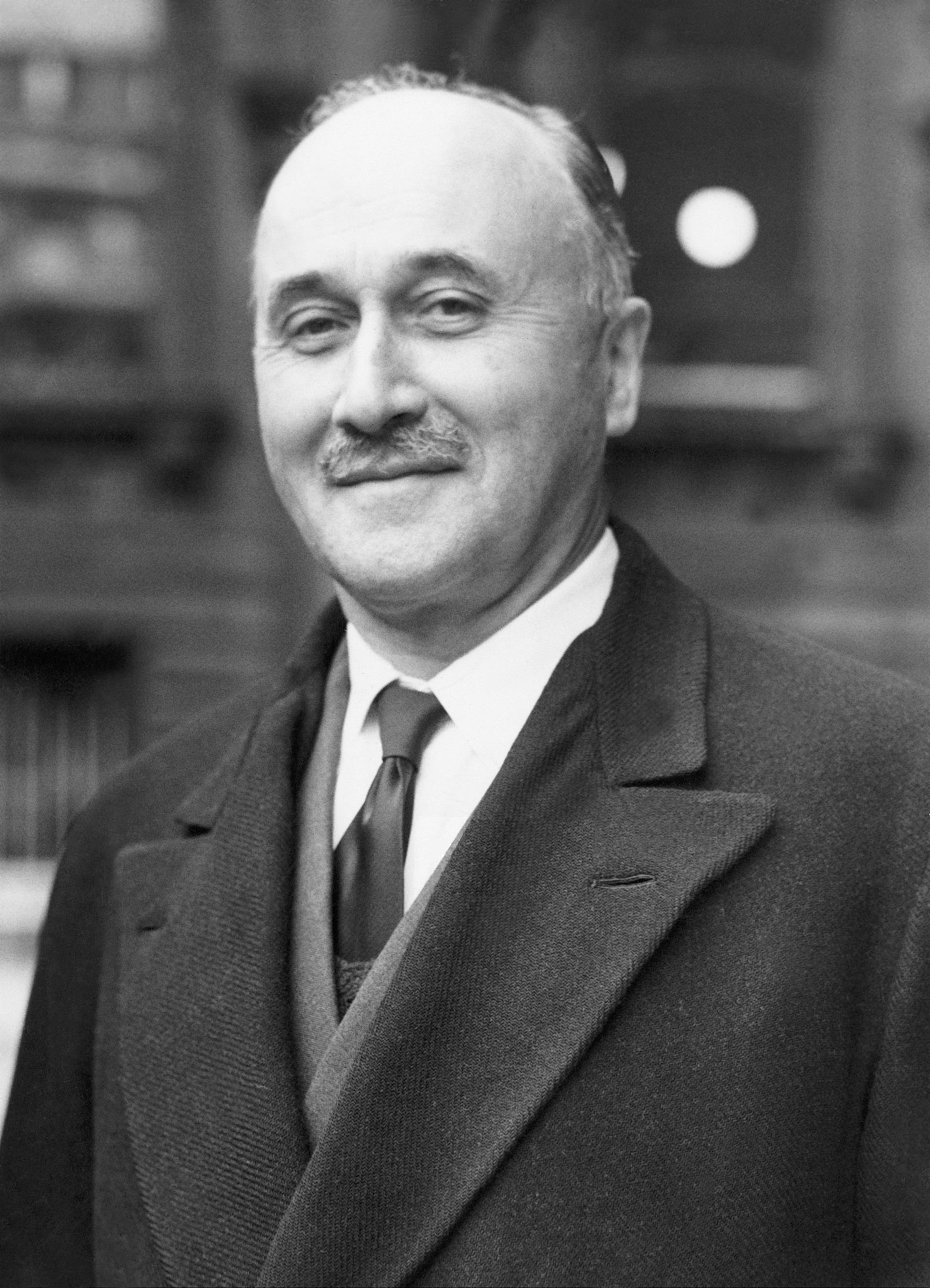
Jean Monnet (1888-1979).

En 1976, l'hôpital d'Épinal devient officiellement un centre hospitalier. De nouveaux services sont créés dans les trois années suivant ce classement : réanimation, chirurgie, pharmacie et SAMU. Le premier scanner est installé en 1985. Le hall d'accueil est réaménagé en 1991 et le centre hospitalier est officiellement baptisé Jean Monnet (haut fonctionnaire, « pères de l'Europe ») à la suite d'une délibération du 29 octobre 1988. La blanchisserie est fermée en 1992, le linge étant traité par un prestataire externe, les locaux rendus disponibles accueillent un service d'oncologie. En 1995, l'hôpital reçoit son premier appareil à IRM.
Dans les années 2000, le centre hospitalier est touché par l'affaire des surirradiés en raison d'une mauvaise utilisation de la radiothérapie pour des patients atteints de cancer, notamment de la prostate. À la suite d'une erreur de programmation dans le système de planification de traitement, des patients sont irradiés avec des doses supérieures à la prescription de 20 à 30 %. Une des causes de l'accident évoquée par le rapport de l'Inspection générale des affaires sociales est l'absence de notice en français.

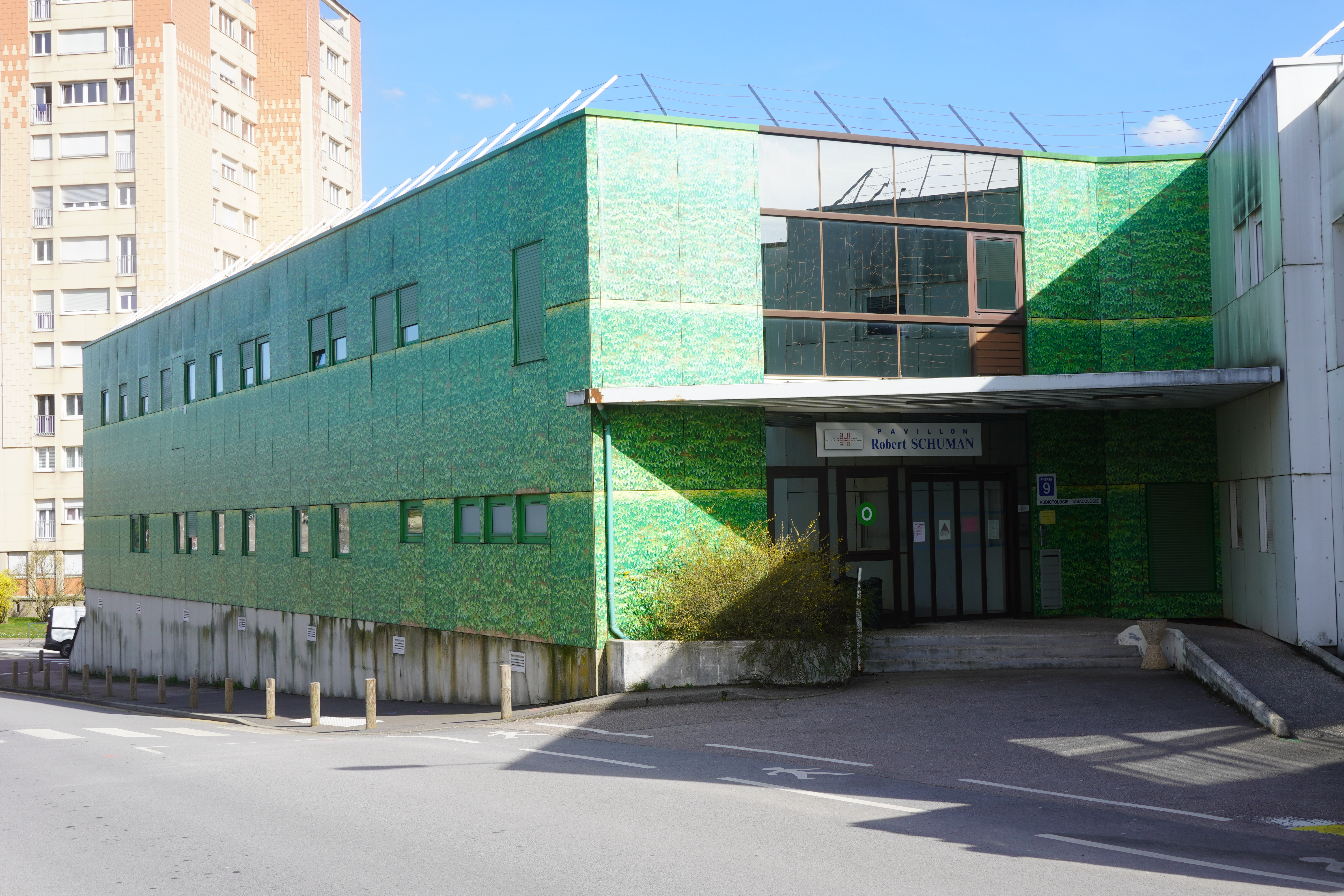
Le pavillon Robert-Schumann.

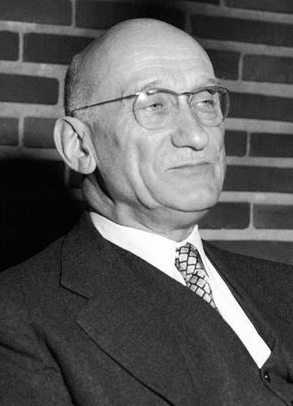
Robert Schuman (1886-1963).

Carte de l'hôpital avec les aménagements successifs avant les travaux du NHE.

En 2009, la dernière extension du centre hospitalier Jean-Monnet est inaugurée, il s'agit du pavillon Robert Schuman (homme d'État, fondateur de la construction européenne) regroupant les services de neuro-gériatrie et d'hémodialyse en collaboration avec la polyclinique de la Ligne Bleue dans le cadre du groupement de coopération sanitaire de néphrologie-dialyse. Le groupement de coopération sanitaire de stérilisation est créé avec le centre hospitalier de Remiremont en juillet 2011.
La troisième génération d'IRM de l'hôpital est installée en octobre 2012 et exploitée en début d'année suivante après formation du personnel.
Le service de neurologie est agrandi en mai 2013 avec la création d'une unité neuro-vasculaire. L'unité de court séjour gériatrique est transférée dans un espace plus vaste. Enfin, une unité de chirurgie ambulatoire est créée.

#### Désaffection

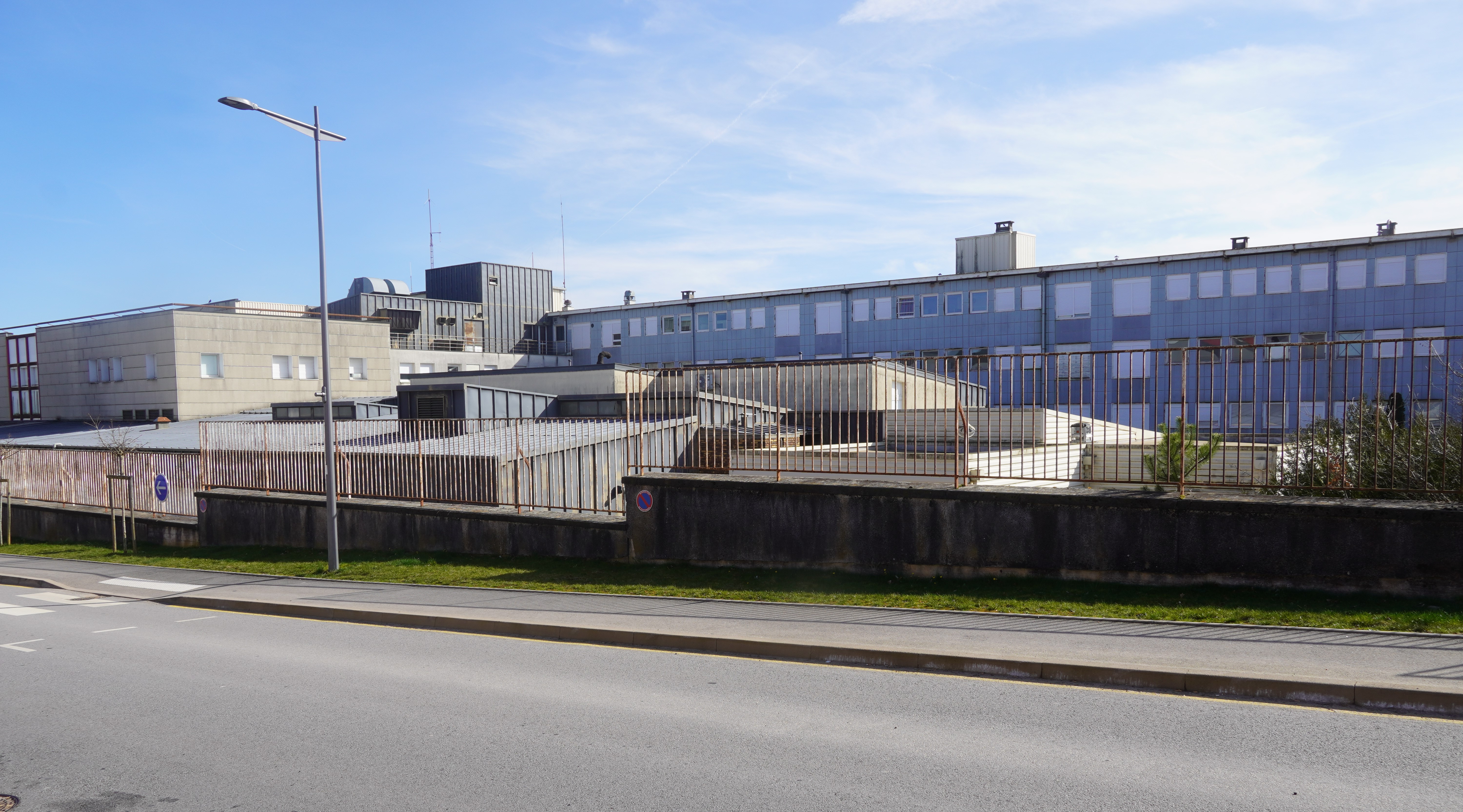
L'ancien centre hospitalier désaffecté (2024).

Les bâtiments datés deviennent obsolètes, exigus, inadaptés (80 % de chambres doubles en pleine pandémie de Covid-19) et non conformes, notamment en matière de sécurité incendie, poussant à la construction du nouvel hôpital d'Épinal (NHE) de 2014 à 2021 et dont la réflexion remonte à 2003,.
En 2019, il est estimé que la mise aux normes des locaux anciens coûterait 20 millions d'euros. La mairie accorde donc une dérogation à ne pas respecter les normes de sécurité incendie jusqu'à la mise en service du nouveau site. Il est décidé aussi que les anciens locaux seront déconstruits en optimisant le réemploi du matériel (80 % réutilisé par le nouveau site, notamment IRM et scanners) et le recyclage des matériaux. La démolition doit coûter 2 millions d'euros et doit commencer lorsque l'école d'infirmiers et d'aides-soignants aura déménagé dans les anciens locaux de la faculté des sciences situés à la Voivre. Le site de l'ancien hôpital doit être transformé en espace vert et parking.
Le bâtiment de radiothérapie est conservé mais aussi le pavillon Robert-Schumann, le plus récent de l’ancien établissement. Il abrite les services de néphro-dialyse et le service addictologie.
En octobre 2021, du matériel médical encore stocké dans l'ancien hôpital et jugé non utile pour le nouveau est chargé dans un conteneur par une quinzaine de bénévoles pour être envoyé dans un hôpital neuf de 45 lits à Mayfouk au Liban, pays en crise à la suite d'une récession en 2018 aggravée par les explosions au port de Beyrouth de 2020 et par les manifestations de 2019-2021. Le matériel comprend notamment lits, fauteuils, chevets, scialytiques ou encore négatoscopes.

### Centre hospitalier de Golbey
48° 11′ 40″ N, 6° 25′ 53″ E
En 1912 sont créés deux hospices départementaux : celui de Châtel pour les femmes et celui d'Autrey pour les hommes. Un hôpital militaire est créé à Golbey au commencement de la Première Guerre mondiale. Au début des années 1930, les trois établissement fusionnent et concentrent leur activité sur le seul site de Golbey. L'établissement est réquisitionné par l'armée pendant la Seconde Guerre mondiale. Les 400 pensionnaires sont renvoyés au séminaire d'Autrey entre septembre 1939 et mars 1941. Toutefois, l'établissement est de nouveau réquisitionné en 1944, cette fois-ci par la Wehrmacht. L'établissement redeviendra, à l'après-guerre, un hospice pour les personnes âgés et démunies ainsi qu'un foyer départemental de l'enfance intégrant une pouponnière.

Hospice départemental de Golbey au début du XXe siècle.
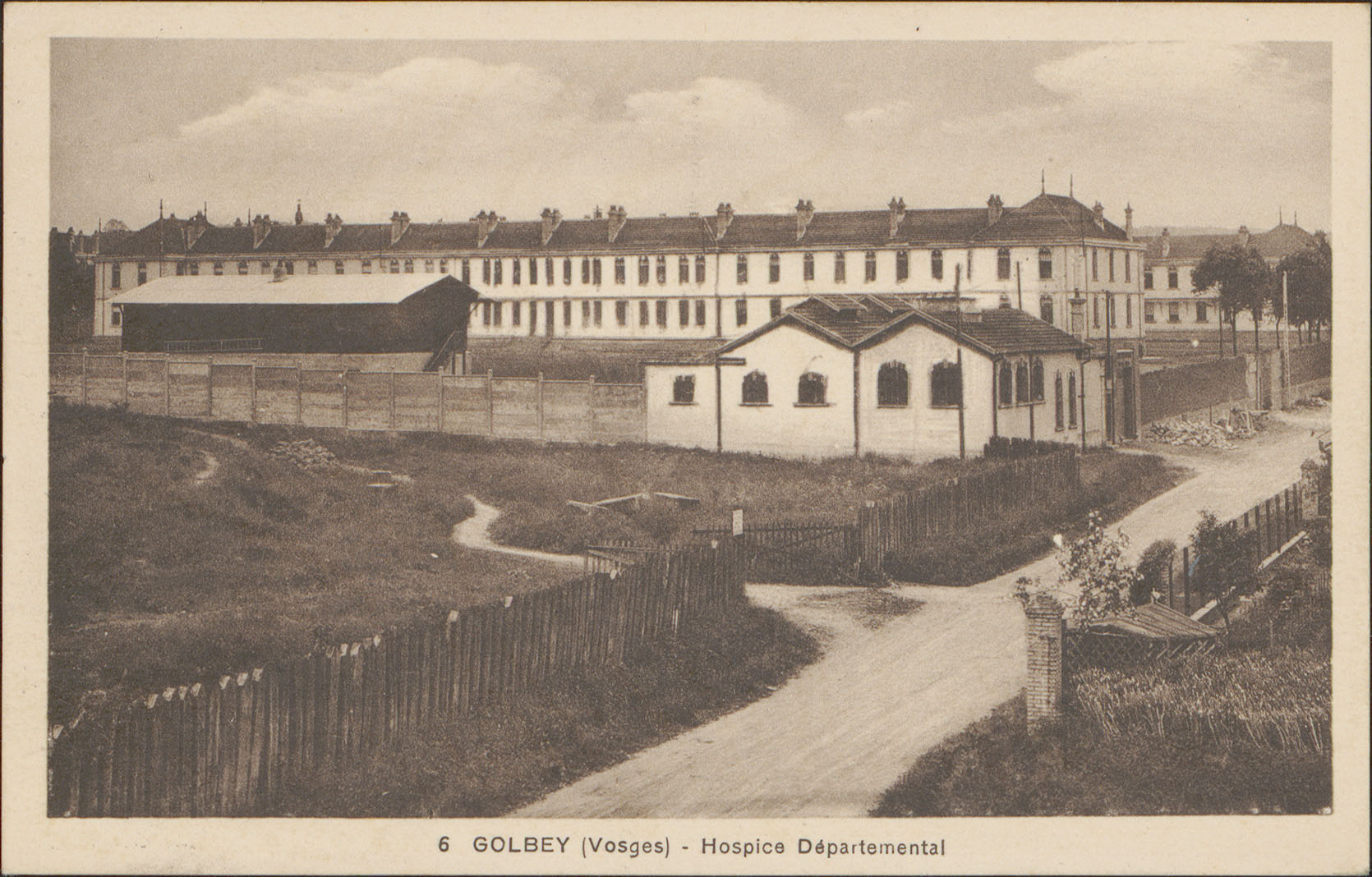
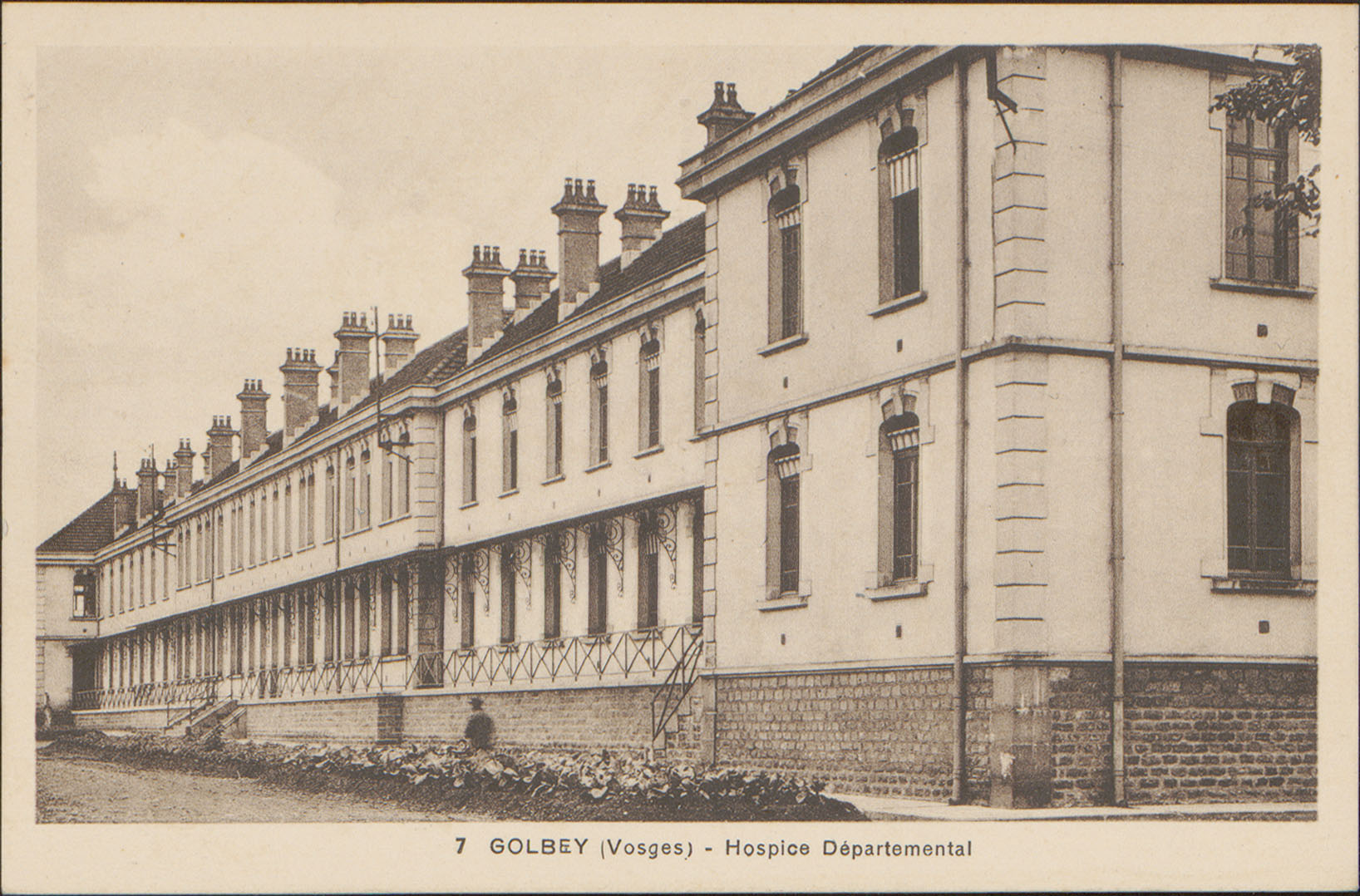

En 1976, le centre hospitalier de Golbey connait une importante rénovation qui s'accompagne d'ouvertures de services : un service de moyen séjour, deux de long séjour, d'un service de géronto-psychiatrie et d’une maison de retraite. Un plateau technique de rééducation voit le jour à cette occasion. Des coopérations sont également mises en place avec le centre hospitalier d'Épinal, le centre hospitalier spécialisé de Ravenel à Mirecourt et l'institut régional de réadaptation (IRR) de Nancy . Dix ans plus tard un nouveau bâtiment administratif est construit ainsi qu'un bâtiment d’hébergement destiné aux résidents de la maison de retraite. L'établissement devient un centre de convalescence et d'hébergement (CCH). L'année suivante, l'établissement gère la nouvelle maison de retraite de Thaon-les-Vosges.

Carte de l'hôpital de Golbey avec les aménagements successifs.

En 1994, l'établissement passe sous le statut de centre hospitalier intercommunal (CHI), ce qui implique que des élus des communes de Chantraine, Épinal, Golbey et Thaon-les-Vosges participent à son conseil d'administration. L'année suivante, le service de géronto-psychiatrie est déplacé dans un nouveau bâtiment sécurisé appelé « le village » adapté aux personnes touchées par la maladie d'Alzheimer.
Le Syndicat inter hospitalier de médecine physique et de réadaptation des établissements vosgiens (SIREV) est créée le 1er janvier 2004. Il regroupe 35 lits de médecine physique situés sur le site de Golbey mais aussi trois plateaux techniques de réadaptation : ceux du CH d’Épinal, du CH de Golbey et du CH de Remiremont. Un nouveau bâtiment avec plateau technique incluant piscine ouvre en 2006 pour accueillir les patients en soins de suite, médecine physique et de réadaptation. Deux ans plus tard ouvre un bâtiment regroupant une unité de soins de longue durée et deux unités d'EHPAD.
En juillet 2010, l'établissement reçoit l'autorisation d'ouvrir 45 lits de soins de suite et de réadaptation (SSR) spécialisés pour personnes âgées polypathologiques dépendantes et de 35 lits et cinq places d'hospitalisation de jour SSR pour affections de l'appareil locomoteur et du système nerveux.
L'unité centrale de production alimentaire (UCPA) ouvre en septembre 2013 pour fournir le repas aux site d'Épinal, de Golbey et de l'EHPAD Le Cèdre Bleu à Thaon-Les-Vosges.

## Centre hospitalier Émile-Durkheim

### Fusion administrative
En 2009, une direction unique et commune est mise en place entre le CH d'Épinal et le CHI de Golbey pour préparer la fusion administrative des deux établissements voisins.
Le dépôt permis de construire pour le nouveau site principal a lieu en septembre 2011. Le 1er janvier 2012 la fusion administrative est effective est voit la naissance officielle du centre hospitalier Émile Durkheim, du nom d'un sociologue né à Épinal et considéré pour beaucoup comme le père fondateur de la sociologie française. En octobre suivant, une convention cadre officialise la coopération avec le CHRU de Nancy.

### Construction
En prévision de la future affluence du site, un parking aérien est construit au sud du centre hospitalier Jean-Monnet en 2013. Il est accessible par le Chemin des Patients,. L'accès au parking devient payant le 1er octobre 2021.
Les travaux d'édification du nouvel hôpital d'Épinal (NHE) démarrent en avril 2014 par le terrassement. Les travaux de gros œuvre sont toujours en cours en juillet 2018 mais sont en bonne progression et s'achèvent en septembre de la même année. La durée totale du chantier comprend 15 mois de travaux de gros œuvre et 39 mois de travaux tout corps d'état impliquant 150 entreprises. Le chantier a nécessité l'excavation de 250 000 m3 de terre et de roches, le coulage de 35 000 m3 de béton, l'assemblage de 2 770 tonnes d'acier et la présence de six grues.

### Mise en service et inauguration
Les cadres de santé et les chefs de services ont reçu les clés de leurs nouveaux locaux dans le NHE le 6 janvier 2021. Le même mois, l'hôpital prend livraison d'une nouvelle ambulance de réanimation et l'IRM est transféré au moyen d'une grue mobile.
Le déménagement progressif des services dans le nouveau bâtiment démarre le 8 mars 2021 avec les services administratif et informatique ainsi que celui des stocks. Les travaux qui s'achèvent ont coûté 195 millions d'euros (contre 138 prévus au départ) et ont été retardés par la pandémie de Covid-19 et divers problèmes de chantiers (livraison initialement prévue fin 2019). Les services sont transférés les uns après les autres jusque début avril. Le premier patient infecté par le coronavirus est accueilli le 16 mars. Les patients sont tous transportés de l'ancien vers le nouvel établissement en quinze jours,.
De nombreux camions et ambulances sont utilisés pour les transferts entre les deux structures distantes de 300 mètres. Les urgences ouvrent leurs portes le 17 mars puis la maternité et les urgences obstétriques le 24 mars,,. La maternité résulte de la fusion de l'ancienne maternité du centre hospitalier Jean-Monnet et de la polyclinique privée La Ligne Bleue (qui apporte 35 salariés) le 6 avril 2021. La nouvelle entité fusionnée vise 1 500 naissances par an,.
Un budget de 20 millions d'euros est consacré au matériel médical neuf, mais 80 % de l'ancien matériel est réutilisé sur le nouveau site, notamment les deux scanners et l'IRM. Toutefois le budget inclut un second appareil à IRM neuf qui est ajouté fin 2021 dans un espace laissé spécifiquement vacant,.
L'inauguration a lieu le 6 novembre 2021 en présence de Michel Heinrich, maire d'Épinal de 1997 à 2020 et président de conseil de surveillance de l'établissement hospitalier qui a soutenu le projet,.

### Architecture et caractéristiques à l'ouverture

Carte de l'hôpital avec les aménagements successifs.

Le bâtiment est un monospace hospitalier « en peigne » de 240 mètres de long construit sur 6 niveaux dans un terrain exigu de 4 ha avec de fortes pentes incluant aussi une hélistation (35 mouvements d'hélicoptères enregistrés en 2021,). Il propose une surface utile de 61 500 m2, dont 8 000 m2 de plateau technique (comprenant cinq salles de bloc opératoire, un salle pour les césariennes et deux salles d'endoscopie), deux scanners (dont un réservé aux urgences) et une IRM (une seconde salle vide est prévue pour l'installation d'un autre appareil). La maternité comporte deux salles de pré-travail et trois salles d'accouchement,,. L'hôpital possède 324 lits et 93 % de chambres individuelles contre 293 lits et 80 % de chambres doubles dans l'ancien site. Le service de réanimation possède 18 lits (6 de plus que sur l'ancien site) répartis dans des box individuels avec ambiance lumineuse évolutive et matériel moderne fixé au plafond. Les lits sont capables de suivre l'évolution du poids des patients,. L'imagerie médicale comporte également deux échographes, un mammographe, un appareil panoramique dentaire et deux salles de radiologie.
En raison des contraintes liées aux terrains et pour éviter un effet zone commerciale, le cabinet d'architecte a choisi de créer un parking souterrain de 7 000 m2 dans le sous-sol du bâtiment pour couvrir la moitié des 800 places estimées nécessaires.
Le site est chauffé par le réseau de chaleur urbain du plateau de la Justice, alimenté par une chaufferie bois. Le bâtiment est alimenté par deux réseaux électriques différents. L'installation électrique comprend quatre transformateurs 2 000 KVA, deux groupes électrogènes 2 200 KVA, six onduleurs : trois de 120 KVA pouvant alimenter l'ensemble des services et trois de 60 KVA réservés aux services sensibles (chirurgie, réanimation et informatique notamment).
Outre 21 appareils élévateurs, l'hôpital possède des robots autonomes de manutention « tortues » capables de soulever de lourds casiers et chariots métalliques et communiquant avec les ascenseurs par Wi-Fi. Il possède aussi 1 km de tube pneumatique pour transporter les prélèvements, poches de sang, produits pharmaceutiques (dont cytotoxique), documents et instruments entre les différents services (urgences, réanimations, soins intensifs, blocs opératoires, services de soins, pharmacie, unité de recherche clinique, laboratoire de biologie médicale). Enfin, la pharmacie est équipée de deux robots de conditionnement. Ces robots produisent jusqu'à 2 500 sachets individuels et nominatifs de médicaments pour les patients,.
En dehors de la structure neuve, le pavillon Robert-Schumann (daté de 2009) et le bâtiment de radiothérapie sont les seuls éléments conservés de l'ancien site.
Le parc informatique de l'hôpital comprend 1 200 ordinateurs et 60 serveurs. L'année 2021 a généré 130 t de déchets d'activité de soins à risque infectieux (DASRI), 538 t d'ordures ménagères 52 t de papier recyclé, 37 t de gravats, 13 t de papiers confidentiels et 52 t de déchets divers en tri sélectif. La blanchisserie a traité 707 t de linge.

### Évolution
En novembre 2021, le centre hospitalier Émile-Durkheim reçoit un service médico-judicaire destiné à la prise en charge des personnes victimes de violences avec la présence d'un médecin légiste. Cette unité est renforcée le 1er février 2022 par une salle destinée aux enfants.
Le service de radiothérapie de l'hôpital est équipé de deux accélérateurs de particules. Le plus anciens des appareils est remplacé par un nouveau model inauguré en septembre 2023 et équipé d'un meilleur système de positionnement pour plus précision et de rapidité dans l'intervention. La Ligue nationale contre le cancer à financé la partie logiciel pour près de 95 000 €.

## Spécialités
Comme principal établissement de santé de son département, l'hôpital d'Épinal possède de nombreuses spécialités, :
- urgences
- SMUR
- laboratoire de biologie médicale
- chirurgie générale
- chirurgie ambulatoire
- chirurgie orthopédique et traumatique
- chirurgie pédiatrique
- chirurgie viscérale et vasculaire
- urologie
- otorhinolaryngologie (ORL)
- médecine générale
- diabétologie
- endocrinologie
- hématologie
- rhumatologie
- infectiologie
- dermatologie - vénérologie
- néphrologie
- médecine gériatrique
- hepato-gastroentérologie
- cardiologie
- pneumologie
- cancérologie-oncologie
- diététique - nutrition
- anesthésie
- orthopédie
- traumatologie
- ophtalmologie
- consultations anti-douleur et soins palliatifs (mobile)
- centre de lutte antituberculeux
- médecine physique et de réadaptation
- hémodialyse
- réanimation et soins intensifs
- unité de soins continu
- imagerie médicale, radiologie, radiographie, IRM, scanner
- radiothérapie
- réadaptation fonctionnelle
- pédiatrie
- néonatalogie
- médecine du sport et de l’exercice, ostéopathie et mésothérapie
- consultation mémoire
- maternité et gynécologie-obstétrique
- maladie du sein
- allergologie
- addictologie - tabacologie
- consultation antirabique
- examen du sommeil
- centre gratuit d'information, de dépistage et de diagnostic (CeGIDD)
- unité régionale d'accueil et de soins pour sourds et malentendants (URASSM)
- biologie médicale
- odontologie
- école du souffle et de l'asthme
- neurologie : post-AVC, soins intensifs de neuro-vasculaire
- Unité Médico-Judiciaire (UMJ)

## Fréquentation et personnel

### Fréquentation et actes
En 2021, le centre hospitalier Émile-Durkheim a pratiqué 1 238 accouchements dont 19,1 % de césariennes et 12 858 consultations en gynécologie-obstétrique. Au total, 81 253 consultations sont recensées dont 21 391 en chirurgie et 4 837 en anesthésie. Dans la lutte contre le cancer l'hôpital a réalisé 5 019 séances de chimiothérapie et 11 419 séances de radiothérapie.
La même année l'établissement recense 34 337 passages aux urgences dont 9 931 en pédiatrie (dont 9,4 % d'hospitalisation contre 37,1 % pour les adultes).
Le plateau technique a réalisé 8 727 interventions en bloc opératoire et 46 291 interventions liées à l'imagerie médicale. Le laboratoire de biologie médicale a réalisé 30,5 millions d'actes. L'hôpital a prélevé des organes sur deux patients dans le cadre du don d'organes en 2021.

### Patientèle
Sur les 39 932 patients reçus en 2021, 97 % habitent le département des Vosges dont 75 % du total résident dans l'arrondissement d'Épinal. 0,67 % des patients viennent des autres départements de Lorraine, 2,29 % d'autres régions françaises et 0,07 % proviennent de l'extérieur du pays (27 personnes). Un tiers des patients arrivent à l'hôpital spinalien par les urgences.

### Personnel
En 2021, l'établissement compte en équivalent temps plein 2 349 personnes dans ses effectifs. Il y a 233 personnels médicaux (dont 89 praticiens hospitaliers, 36 praticiens contractuels, 59 internes, 8 attachés et associés, 8 assistants et 32 sages-femmes), 1 584 personnels non-médicaux (dont 384 infirmiers, 363 aides-soignants, 191 agent des services hospitaliers, 218 personnels administratifs, 14 personnels éducatifs et sociaux, 83 personnels médico-techniques, 138 personnels techniques et ouvriers et un apprenti). L'hôpital a également formé 218 étudiants en soins infirmiers et 44 élèves aides-soignants.

## Budget
Dans le cadre de la mise en service des nouveaux locaux, le budget de l'établissement pour l'année 2021 s'élève à 171 199 987 € de recettes pour 184 922 876 € de dépenses soit un déficit de 13 722 889 €. La capacité d'autofinancement est négative avec - 4 697 380 €. L'investissement s'élève à 9 279 701 €.

## Personnalités liées à l'hôpital
- Anne-Denise Moneret-Vautrin (1939-2016), médecin et chercheuse française, membre de l’Académie nationale de médecine ayant exercé à Épinal.
- Gérard Welzer (1954), avocat et homme politique défend les intérêts de l'association vosgienne des surirradiés de l'hôpital d'Épinal[34],[35].
- François-Xavier Moronval, médecin urgentiste de l'hôpital d’Épinal et vidéaste web[36],[37].

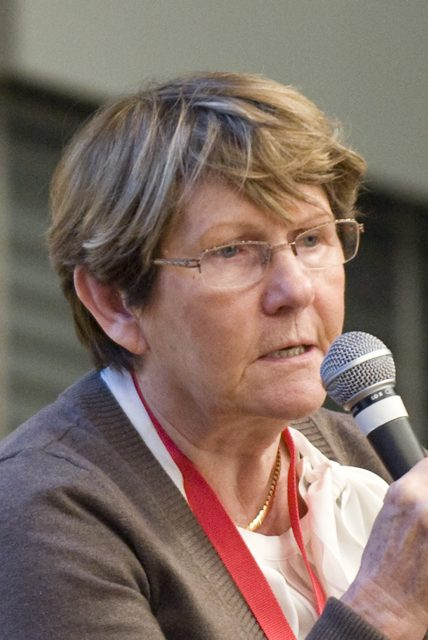
Anne-Denise Moneret-Vautrin (1939-2016).
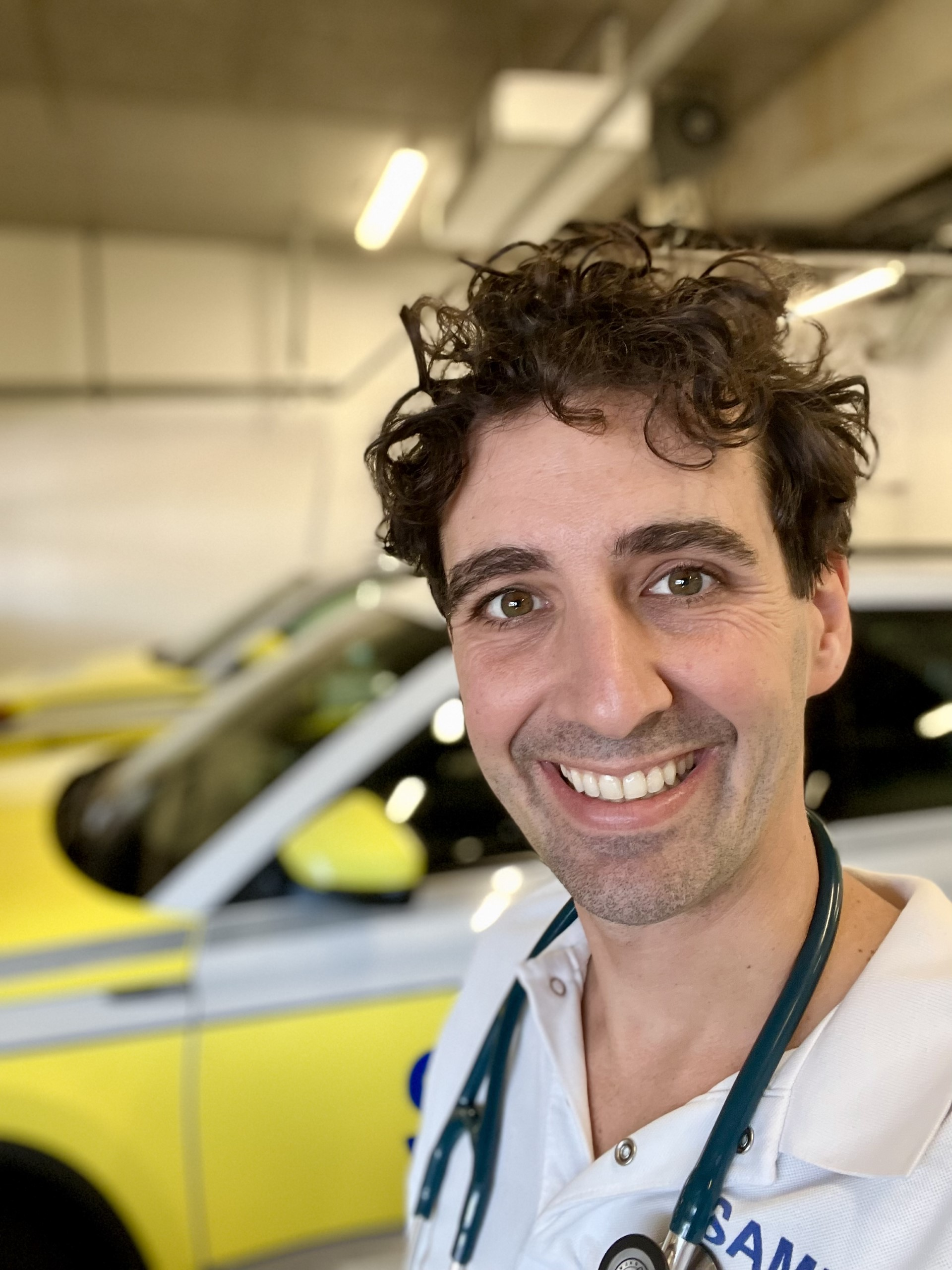
François-Xavier Moronval.